# Aleksandar Đorđević (redatelj)
Aleksandar Aca Đorđević (Subotica, 28. srpnja 1924. – Beograd, 27. travnja 2005.) bio je srpski i jugoslavenski kazališni, filmski i televizijski redatelj.

## Životopis
Diplomirao je na Pozorišnoj akademiji u Beogradu, u klasi profesora Huga Kleina 1952. godine.
Nakon stečenog redateljskog iskustva u Narodnom pozorištu u Nišu, gdje je radio od 1952. do 1961. godine, prelazi na Televiziju Beograd te ostaje tamo do umirovljenja 1990. godine.

## Filmografija

### Filmovi
- 1967. – Arsenik i stare čipke
- 1974. – Otpisani
- 1976. – Povratak otpisanih
- 1978. – Stići prije svitanja
- 1980. – Pustolovine Borivoja Šurdilovića
- 1981. – Kraljevski vlak
- 1982. – Mačak na užarenom limenom krovu
- 1984. – Jaguarov skok
- 1987. – Volimo se
- 1988. – Zategnuta koža 3
- 1989. – Balkan ekspres 2
- 2000. – Tajna obiteljskog blaga
- 2000. – A sada zbogom
- 2001. – Lola

### TV serije
- 1970. – Ljevaci
- 1972. – Majstori
- 1974. – Otpisani
- 1978. – Povratak otpisanih (TV serija)
- 1980. – Vruć vjetar
- 1987. – Bolji život
- 1989. – Balkan ekspres
- 1990. – U ime zakona
- 1993. – Sretni ljudi
- 1995. – Sretni ljudi
- 1998. – Obiteljsko blago
- 2001. – Obiteljsko blago
- 2002. – Djeca filma